# Dorotea Sutara
Dorotea Sutara (* 27. März 1996) ist eine kroatische Badmintonspielerin. 

## Karriere
Dorotea Sutara wurde 2014 erstmals nationale Meisterin in Kroatien. 2012 und 2013 stand sie als Medaillengewinnerin bereits mit auf dem Siegerpodest. Bei den Israel International 2013 wurde sie Zweite, bei den Norwegian International 2013 Dritte.